# Loi américaine relative aux accords du cycle d’Uruguay
La loi relative aux accords du cycle d’Uruguay (en anglais Uruguay Round Agreements Act, URAA) est une loi du Congrès des États-Unis effective depuis le 8 décembre 1994 pour mettre en place dans la législation américaine les accords passés durant le cycle d'Uruguay (Uruguay Round), le dernier et le plus important des cycles de négociations internationales ayant eu lieu dans le cadre de l’accord général sur les tarifs douaniers et le commerce (General Agreement on Tariffs and Trade, GATT).
Elle a eu notamment des impacts sur la législation du copyright et du droit d'auteur au niveau international, notamment en modifiant les conditions d’entrée dans le domaine public américain des œuvres étrangères, et en retirant du domaine public américain des œuvres étrangères qui y étaient entrées.

## Modification de la législation américaine sur le copyright
Le titre V de l’URAA effectue plusieurs modifications du droit d'auteur aux États-Unis.